# När seklet var ungt (1944)
När seklet var ungt är en svensk dramafilm, från 1944 i regi av Gunnar Olsson.

## Handling
Det är 1903, många skånska storbönder anställer billig utländsk arbetskraft och arbetslösheten bland svenska lantarbetare ökar. Det leder till ovänskap mellan gårdarna och en del utnyttjar situationen för egen vinning. 

## Om filmen
Filmen premiärvisades 26 december 1944. Filmen baserades på författaren Karl Gustav Ossiannilssons roman Slätten från 1909. För foto svarade Sven Thermænius och den spelades in vid AB Europa Films Studio i Sundbyberg med exteriörscener från Viken, Lessebo och Krapperup med omgivningar. Inom nykterhetsrörelsen och på flera håll i pressen angreps filmen för sin grovt publikfriande och kränkande skildring av nykterhetsrörelsen.

## Roller i urval
- Edvard Persson -  patron Munthe
- Stina Hedberg -  fru Elisabet Munthe, född Gyllehök
- Marianne Gyllenhammar -  Hillevi Munthe, deras dotter
- Claes Thelander -  magister Ynge Sjöö, skolläraren
- Walter Sarmell -  Ferdinand, dräng hos Munthe
- Mim Ekelund -  Hanna, piga hos Munthe
- Fritiof Billquist -  bankkamrer Alexander Meijer
- Ivar Kåge -  godsägare Severin på Fagersjö
- John Norrman -  Fahlén, Severins förvaltare
- Nils Nordståhl -  Läns, diversehandlare
- Erik Rosén -  pastorn
- Axel Högel -  länsman
- Bullan Weijden -  Malin, krögerska
- Karl Erik Flens -  den låghalte, statare
- Karl Nygren-Kloster -  Mats

## Musik i filmen
- Blott mänskor sluta kivas, kompositör Alvar Kraft text Karl Gustav Ossiannilsson, sång Edvard Persson och Marianne Gyllenhammar
- Skeppets namn det var Viktoria, bearbetning Alvar Kraft
- Romans, kompositör Ingo Frölich,  instrumental.
- Ett hem kompositör Alvar Kraft text Berco sång Edvard Persson
- Polka (Kraft), kompositör Alvar Kraft instrumental.
- Jag vill - vill icke kompositör Alvar Kraft text Karl Gustav Ossiannilsson
- Den gamla kvarnen kompositör Alvar Kraft text Karl Gustav Ossiannilsson, sång Edvard Persson
- Frihetssång kompositör Alvar Kraft text:Karl Gustav Ossiannilsson, sång Edvard Persson

## DVD
Filmen gavs ut på DVD 2016.